# Reserva marina Cabo de Gata-Níjar

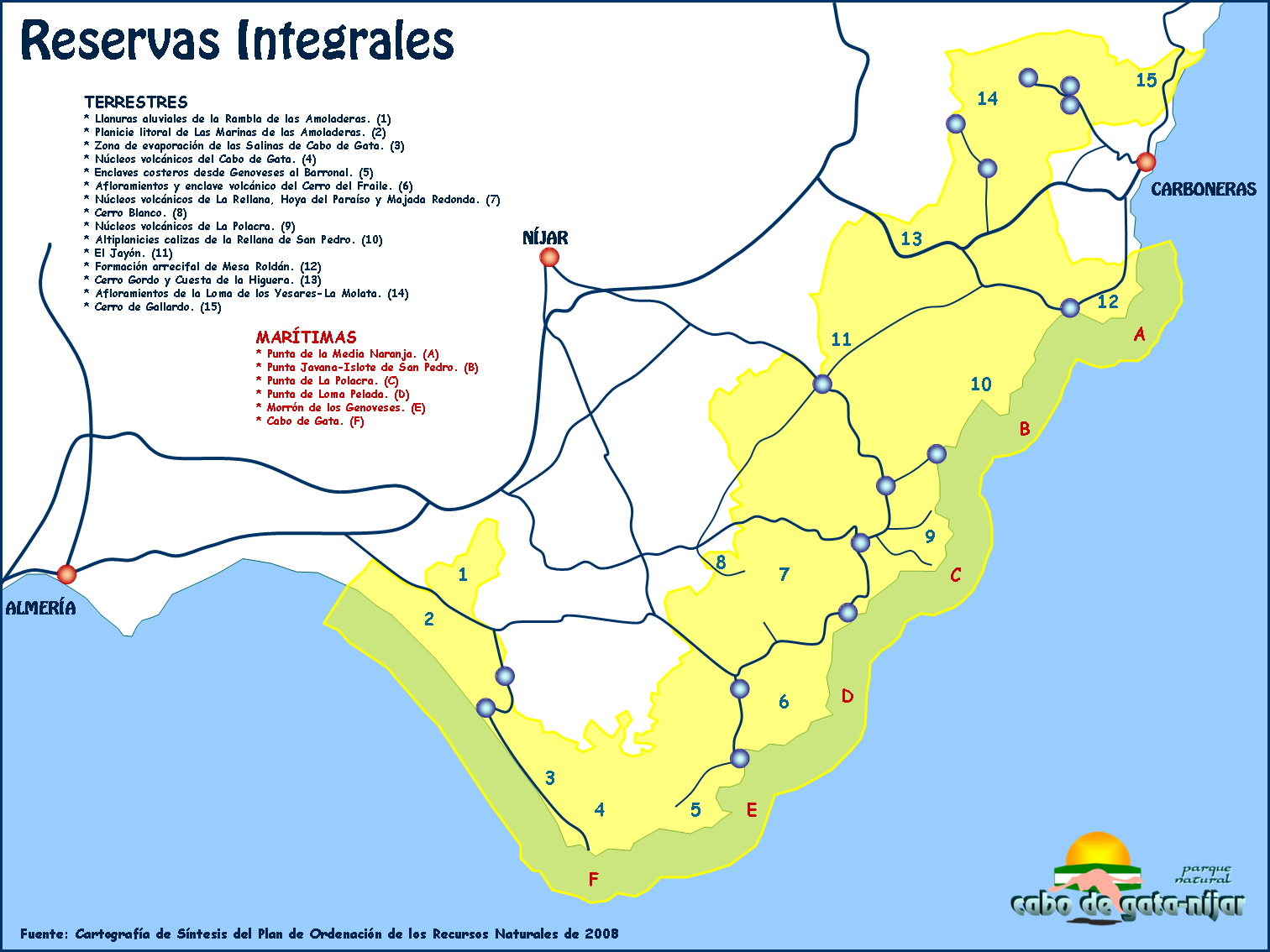
Parque natural Cabo de Gata-Níjar. Croquis de las Reservas Integrales Terrestres y Marítimas.

La reserva marina Cabo de Gata-Níjar se crea para lograr una explotación de los recursos pesqueros que garantice la recuperación de los caladeros tradicionales en los que está inserta. Para ello se establecen medidas de protección específicas en áreas delimitadas en las que existen buenas condiciones para la reproducción de especies de interés pesquero y la supervivencia de los alevines, consiguiéndose la dispersión de ejemplares y la consecuente regeneración de las pesquerías con objeto de garantizar el modo de vida tradicional de la población dedicada a la pesca artesanal sostenible. El interés de la Reserva Marina Cabo de Gata-Níjar está avalado por informe favorable del Instituto Español de Oceanografía, previo a su creación.

## Características
La Reserva Marina, gestionada por la Secretaría General de Pesca, perteneciente al Ministerio de Medio Ambiente, Medio Rural y Marino y la Agencia de Medio Ambiente de la Junta de Andalucía, se crea por Orden de 3 de julio de 1995 en una franja que discurre paralela a más de 45 km de costa entre la desembocadura de la Rambla de Aguas, en el término municipal de Almería y la del Barranco del Hondo, en el de Carboneras.
En los fondos se alternan superficies rocosas y arenosas. Estas últimas albergan las praderas más meridionales de Posidonia oceanica.
Se caracteriza por poseer aguas de gran transparencia en las que conviven comunidades típicamente mediterráneas con otras de procedencia atlántica, lo que le confiere un alto valor biogeográfico. Las diversidad biológica marina del parque natural ha podido mantenerse en buen estado gracias a la escasa población del territorio y la ausencia de grandes núcleos industriales o turísticos.

### Zonas Marítimas
De las seis zonas marinas de máxima protección amparadas por la figura de parque natural, dos de ellas no se incluyen en la norma de creación de la reserva marina: Punta Javana y Morrón de los Genoveses, aunque esta última es incluida con posterioridad por Orden de 31 de julio de 1996. Esta norma además redefine los límites de las cuatro incluidas inicialmente: Cabo de Gata, Punta de Loma Pelada, Punta de la Polacra y Punta de la Media Naranja.

### Recursos
La Secretaría General de Pesca ha dotado a la reserva de dos embarcaciones pertenecientes al servicio de guardapesca, debidamente equipadas para efectuar tareas de vigilancia en el espacio marítimo protegido. Sus nombres son “El Cerro de los Lobos” y “Las Isletas”.
La educación medioambiental que permita la divulgación y sensibilización de los ciudadanos, se considera una actividad cuya importancia requiere de promoción similar a las encaminadas al control, vigilancia y mantenimiento de los recursos pesqueros.
En las zonas de reserva integral queda prohibida cualquier extracción de fauna y flora, así como las actividades subacuáticas, salvo en casos concretos en los que la Secretaría General de Pesca Marítima podrá permitir expresamente el acceso y la toma de muestras con fines científicos.
En la reserva marina excluida de las zonas de reserva integral, únicamente está permitida la pesca profesional con artes tradicionales a las embarcaciones incluidas en el censo elaborado por la entidad gestora, los muestreos de flora y fauna con fines científicos que gocen de autorización expresa de la Secretaría General de Pesca Marítima, y la práctica del buceo con autorización de la Agencia Andaluza de Medio Ambiente. El censo, actualizado por RESOLUCIÓN de 12 de abril de 2002, de la Secretaría General de Pesca Marítima no coincide con los datos publicados en el Plan de Desarrollo Sostenible del parque natural, aprobado por Acuerdo de 27 de enero de 2004, del Consejo de Gobierno de la Junta de Andalucía.

## Especies
El Ministerio de Agricultura, Alimentación y Medio Ambiente enumera las siguientes especies animales y vegetales en la Reserva Marina, a las que se añaden otras habituales de otras fuentes:
Algas
- Acetabularia acetabulum - Seta de mar.
- Anadyomene stellata - Alga verde Anadyomene.
- Codium bursa - Codio o Boina.
- Codium vermilara.
- Corallina elongata - Coralina.
- Cystoseira compressa.
- Cystoseira mediterranea - Cistoseira.
- Cystoseira spinosa.
- Halimeda tuna - Halimeda.
- Laminaria rodriguezii - Alga laminaria.
- Nemalion helminthoides - Alga nemalion.
- Padina pavonica - Gitanilla.
- Spongites notarisii - Alga calcárea.
- Ulva lactuca - Lechuga de mar, lamilla, papelejo, lechugueta.
Ascidias
- Aplidium proliferum.
Briozoos
- Adeonella calveti - Adeonela.
- Myriapora truncata - Falso coral.
Cnidarios
- Actinia equina - Tomate de mar.
- Anemonia sulcata - Anémona de mar común.
- Astroides calycularis - Coral naranja, coral estrellado.
- Cerianthus membranaceus - Cerianto o anémona de arena.
- Cladocora caespitosa - Madrepora mediterránea.
- Pelagia noctiluca - Aguamala, acalefo luminiscente, medusa luminiscente.
- Rhizostoma pulmo - Aguamala, acalefo azul.
Crustáceos
- Aristeus antennatus - Gamba roja.
- Eriphia verrucosa - Cangrejo moruno.
- Nephrops norvegicus - Cigala.
- Pachygrapsus marmoratus - Cangrejo corredor o zapatero.
Equinodermos
- Arbacia lixula - Erizo de mar negro.
- Astropecten aranciacus - Estrella de arena.
Esponjas
- Anchinoe tenacior - Esponja incrustante azul.
- Aplysina cavernicola - Esponja de mar.
- Axinella polypoides - Esponja cornuda común.
- Crambe crambe - Esponja roja o anaranjada.
Fanerógamas
- Posidonia oceanica - Posidonia, alga de vidrieros o lijo.
Moluscos
- Arca noae - Arca de Noe.
- Chamelea gallina - Chirla.
- Charonia lampas - Bocina o caracola.
- Dendropoma petraeum - Molusco vermétido gasterópodo.
- Littorina littorea - Bígaro común.
- Loligo vulgaris - Calamar.
- Octopus vulgaris - Pulpo.
- Pinna nobilis - Nacra.
- Pinna rudis - Nacra de roca.
- Sepia officinalis - Sepia, choco o jibia.
Peces
- Apogon imberbis - Salmonete real, alfonsiño.
- Auxis rochei - Melva.
- Balistes carolinensis - Pez ballesta o pez gallo.
- Belone belone - Aguja.
- Boops boops - Boga.
- Chelon labrosus - Lisa o muble.
- Cetorhinus maximus - Tiburón peregrino.
- Conger conger - Congrio.
- Coryphaena hippurus - Lampuga o llampuga.
- Dentex dentex - Dentón.
- Dicentrarchus labrax - Lubina o róbalo.
- Diplodus annularis - Raspallón.
- Diplodus cervinus cervinus - Sargo real, soldado o breado.
- Diplodus puntazzo - Sargo picudo.
- Diplodus sargus - Sargo.
- Diplodus vulgaris - Mojarra.
- Epinephelus caninus - Mero gris.
- Epinephelus costae - Falso abadejo.
- Epinephelus marginatus - Mero.
- Mullus surmuletus - Salmonete de roca.
- Muraena helena - Morena.
- Sarpa salpa - Salema.
- Sciaena umbra - Corvina o corvallo.
- Scorpaena scrofa - Gallineta, cabracho o rascacio.
- Seriola dumerilii - Pez limón, serviola, lecha o medregal.
- Serranus scriba - Vaca serrana.
- Sphyraena sphyraena - Espetón.
- Thalassoma pavo - Fredi o pez verde.
- Xyrichtys novacula - Pejepeine, galán o raor.

## Citas y referencias
1. 1 2 3 4 5 6 7 8 9 10 11 12 13 14 15 16 17 18 19 20 21 22 23 24 25 26 27 28 29 30 31 32 33 34 35 36 37 38 39 40 41 42 43 44 45 46 47 48 49 50 51 52 53 54 55 56 57 58 59 60 61 62 63 64 65 66 67 68 69 70 71  «Reservas Marinas de España: Cabo de Gata-Níjar». Ministerio de Agricultura, Alimentación y Medio Ambiente. Consultado el 5 de agosto de 2013. «Base de datos consultable por clasificación o especie».
2. 1 2 3 4 5 6 7 8  Orden de 3 de julio de 1995, por la que se establece la reserva marina de Cabo de Gata-Níjar. (BOE 165/1995, de 12 de julio) Acceso: 23/5/2009.
3. ↑  Orden de 31 de julio de 1996 por la que se modifica la Orden de 3 de julio de 1995, por la que se establece la reserva marina de Cabo de Gata - Níjar. (BOE 207/1996 de 27 de agosto) Acceso: 10/7/2009.
4. ↑  Resolución de 12 de abril de 2002, de la Secretaría General de Pesca Marítima por la que se actualiza el censo de embarcaciones autorizadas a ejercer la pesca marítima profesional de artes menores en la reserva marina de Cabo de Gata - Níjar (BOE 112/2002 de 10 de mayo) Archivado el 21 de mayo de 2003 en Wayback Machine. Acceso: 10/7/2009.
5. ↑  Acuerdo de 27 de enero de 2004, del Consejo de Gobierno, por el que se aprueban los Planes de Desarrollo Sostenible de los Parques Naturales Cabo de Gata-Níjar, Sierras Subbéticas y Sierra de Aracena y Picos de Aroche. (BOJA 45/2004, de 5 de marzo) Acceso: 20/5/2009.
6. 1 2 3 4 5 6  «Guía de especies marinas: Zonas de buceo, Almería : Cabo de Gata (Almería)». Waste, magazine online. Consultado el 4 de agosto de 2013.
7. ↑  «Fauna Marina en Cabo de Gata». deGata.com. Archivado desde el original el 30 de julio de 2013. Consultado el 4 de agosto de 2013.

- Datos: Q6106256